# Liste der Monuments historiques in Encausse-les-Thermes
Die Liste der Monuments historiques in Encausse-les-Thermes führt die Monuments historiques in der französischen Gemeinde Encausse-les-Thermes auf.

## Liste der Bauwerke
| Bezeichnung           | Beschreibung | Standort                  | Kennzeichnung | Schutzstatus | Datum | Bild |
| --------------------- | ------------ | ------------------------- | ------------- | ------------ | ----- | ---- |
| Ehemaliges Thermalbad |              | Rue de la Fontaine (Lage) | PA31000071    | Inscrit      | 2005  |      |